# Hydriastele pinangoides
Hydriastele pinangoides es una especie de palmera endémica de Nueva Guinea, Australia, y está considerada en peligro de extinción por la pérdida de hábitat.
Habita en selvas tropicales húmedas de baja altitud, de entre 0 y 600 metros.
Es una palmera pequeña agrupación, con grandes hojas triangulares, con volantes, las nuevas son de un color rojo muy atractivo. Esta palmera de hojas perennes, desarrolla una altura de entre 3 y 6 metros. Se desarrolla en ambientes de sombra y clima cálido.

## Descripción[2][5]
Esta pequeña y agrupada palmera tiene hojuelas en forma de cuña y de diferentes y variadas anchuras, frutas rojas brillantes producidas en grandes cantidades, y hojas nuevas de rosas a rojizas, dándole un aspecto inusual y atractivo. Prefiere un emplazamiento sombrío en el jardín tropical o puede ser ciertamente una espléndida planta de invernadero.

## Hábitat[3]
Una pequeña palma del sotobosque de las selvas tropicales del noroeste de Nueva Guinea.

## Taxonomía[1]
Hydriastele pinangoides fue descrita por (Becc.) W.J.Baker & Loo y publicado en Kew Bulletin 59: 66. 2004. (Kew Bull.) en el año 2004.
Etimología
Hydriastele: nombre genérico compuesto por Hydrias = "ninfa de agua" y stele = "columna o pilar", tal vez refiriéndose a los delgados tallos erectos de las especies que crecen cerca del agua.
microcarpa: epíteto compuesto que significa "pequeño fruto".
Sinonimia
- Nengella pinangoides (Becc.) Burret
- Nenga pinangoides basónimo
- Gronophyllum pinangoides (Becc.) Essig & B.E. Young
- Gronophyllum leonardii
- Leptophoenix pinangoides (Becc.) Becc.